# هاینینگن (نیدرزاکسن)
هاینینگن (به آلمانی: Heiningen) یک شهر در آلمان است که در Wolfenbüttel واقع شده‌است. هاینینگن ۷۱۶ نفر جمعیت دارد.